# Sernio
Sernio är en ort och kommun i provinsen Sondrio i regionen Lombardiet i Italien. Kommunen hade 489 invånare (2018).